# Samorządki-Kolonia
Samorządki-Kolonia – wieś sołecka w Polsce, położona w województwie mazowieckim, w powiecie garwolińskim, w gminie Górzno.
W latach 1975–1998 miejscowość administracyjnie należała do województwa siedleckiego.